# Liste der denkmalgeschützten Objekte in Sankt Marein-Feistritz
Die Liste der denkmalgeschützten Objekte in Sankt Marein-Feistritz enthält die 14 denkmalgeschützten, unbeweglichen Objekte der österreichischen Gemeinde Sankt Marein-Feistritz im steirischen Bezirk Murtal.

## Denkmäler
| Foto |                 | Denkmal                                                                                                  | Standort                                    | Beschreibung | Metadaten |
| ---- | --------------- | --- | ------------------------------------------- | --- | --- |
| ja   | Datei hochladen | Kath. Filialkirche hll. Johannes der Täufer und Johannes der Evangelist HERIS-ID: 51034 Objekt-ID: 56585 | Dorfstraße 57 Standort KG: Feistritz        | Die zweischiffige Kirche, die von einem ummauerten Friedhof umgeben ist, wurde 1445 errichtet. Nach einer Umgestaltung erfolgte 1515 durch den Bischof von Triest eine Neueinweihung. Zur Gotik- und Barockzeit erfolgten weitere Umgestaltungen. Im Jahr 1972 wurden Wandmalereien aus dem 15. und 16. Jahrhundert freigelegt. | BDA-Hist.: Q38043345 Status: § 2a Stand der BDA-Liste: 2025-06-30 Name: Kath. Pfarrkirche hll. Johannes der Täufer und Evangelisten GstNr.: .130                                  |
| ja   | Datei hochladen | Friedhof christlich, Grabstein/Grabplatte HERIS-ID: 67525 Objekt-ID: 80498                               | Dorfstraße 57 Standort KG: Feistritz        | Ein Römersteinfragment und der Grabstein von Steinmetz Georg Deschmann, gestorben 1857, an der westseitigen Friedhofsmauer. | BDA-Hist.: Q38116894 Status: § 2a Stand der BDA-Liste: 2025-06-30 Name: Friedhof christlich, Grabstein/Grabplatte GstNr.: 800                                                     |
| ja   | Datei hochladen | Kath. Filialkirche St. Martha HERIS-ID: 67907 Objekt-ID: 80893                                           | Kirchweg 5 Standort KG: Fressenberg         | Gotische Filialkirche zu Ehren der hl. Martha, 1466 erbaut. Sie steht auf einem Hügel einen Kilometer nordnordwestlich von St. Marein. | BDA-Hist.: Q38117837 Status: § 2a Stand der BDA-Liste: 2025-06-30 Name: Kath. Filialkirche St. Martha GstNr.: .1                                                                  |
| ja   | Datei hochladen | Schloss Prankh HERIS-ID: 76899 Objekt-ID: 90497seit 2014                                                 | Schlossweg 1 Standort KG: Prank             | Urkundlich 1135 und 1459 erwähnt. Ursprünglich vermutlich zwei Schlösser, die zusammengefasst wurden. Das Schloss war Anfang des 19. Jahrhunderts dem Verfall preisgegeben und ist durch Erneuerungsbauten 1879 sowie 1901 stark entstellt. | BDA-Hist.: Q15844498 Status: Bescheid Stand der BDA-Liste: 2025-06-30 Name: Schloss Prankh GstNr.: .1/1, 5 Schloss Prankh                                                         |
| ja   | Datei hochladen | Flur-/Wegkapelle, Schlosskreuz HERIS-ID: 67914 Objekt-ID: 80900                                          | bei Schlosskreuzweg 1 Standort KG: Prank    | | BDA-Hist.: Q38117887 Status: § 2a Stand der BDA-Liste: 2025-06-30 Name: Flur-/Wegkapelle, Schlosskreuz GstNr.: 20/4 Schlosskreuz Prankh                                           |
| BW   | Datei hochladen | Hügelgräberfeld Prankh HERIS-ID: 112866 Objekt-ID: 131091seit 2017                                       | Standort KG: Prank                          | | BDA-Hist.: Q37832433 Status: Bescheid Stand der BDA-Liste: 2025-06-30 Name: Hügelgräberfeld Prankh GstNr.: 29/1, 38, 41, 42, 43, 54/1, 55, 58                                     |
| ja   | Datei hochladen | Mausoleum Weinmeister HERIS-ID: 37394 Objekt-ID: 36520                                                   | Am Kirchbichl 1 Standort KG: St. Marein     | Gruftkapelle des Christoph Weinmeister (1774–1851) in der Nordostecke des Friedhofes. Schmiedeeisengitter datiert 1838, mit Hammerzeichen „Tannenbaum“ der Sensenschmiede Wasserleith. Innen gleichzeitige Wandmalereien von Gregor Leitner (Apsis: Drei Frauen am Grabe; Decke: Auferstandener, Heilige, Arma Christi, Justitia und Prudentia). Restauriert 1977. Anmerkung: 2021 aus der Denkmalliste gefallen, seit 2022 wieder enthalten | BDA-Hist.: Q106680662 Status: Bescheid Stand der BDA-Liste: 2025-06-30 Name: Mausoleum Weinmeister GstNr.: 100 Mausoleum Weinmeister                                              |
| ja   | Datei hochladen | Pfarrhof HERIS-ID: 67903 Objekt-ID: 80888                                                                | Am Kirchbichl 2 Standort KG: St. Marein     | | BDA-Hist.: Q38117821 Status: § 2a Stand der BDA-Liste: 2025-06-30 Name: Pfarrhof GstNr.: 95/1 Pfarrhof Sankt Marein bei Knittelfeld                                               |
| ja   | Datei hochladen | Aufbahrungshalle, ehem. Pfarrstadel HERIS-ID: 67904 Objekt-ID: 80889                                     | bei Am Kirchbichl 2 Standort KG: St. Marein | | BDA-Hist.: Q38117830 Status: Bescheid Stand der BDA-Liste: 2025-06-30 Name: Aufbahrungshalle, ehem. Pfarrstadel GstNr.: 95/2                                                      |
| ja   | Datei hochladen | Kath. Pfarrkirche St. Maria im Paradeis, Friedhof HERIS-ID: 51856 Objekt-ID: 57663                       | bei Am Kirchbichl 2 Standort KG: St. Marein | Eine zweischiffige Hallenkirche in erhöhter Lage, die Mitte des 15. Jahrhunderts errichtet wurde. 1480 wurde die Kirche von den Türken geplündert und beschädigt. Die neuerliche Weihe erfolgte nach der Erneuerung der Kirche im Jahre 1490. Vom Vorgängerbau ist die wohl 1364 gestiftete Annakapelle noch erhalten und dient als Sakristei. Weiters sind Teile der Nord- und Westmauer sowie das Turmuntergeschoß vom Vorgängerbau eingebunden. | BDA-Hist.: Q28056791 Status: § 2a Stand der BDA-Liste: 2025-06-30 Name: Kath. Pfarrkirche St. Maria im Paradeis, Friedhof GstNr.: 99, 98 Pfarrkirche Sankt Marein bei Knittelfeld |
| ja   | Datei hochladen | Volksschule, Einfriedung HERIS-ID: 67911 Objekt-ID: 80897                                                | Hauptstraße 12 Standort KG: St. Marein      | Die Volksschule wurde 1903 erbaut. | BDA-Hist.: Q38117859 Status: § 2a Stand der BDA-Liste: 2025-06-30 Name: Volksschule, Einfriedung GstNr.: 174                                                                      |
| ja   | Datei hochladen | Villa/Landhaus, Umfriedung, Lehrerheim/Bibliothek HERIS-ID: 67910 Objekt-ID: 80896                       | Hauptstraße 16 Standort KG: St. Marein      | | BDA-Hist.: Q38117848 Status: § 2a Stand der BDA-Liste: 2025-06-30 Name: Villa/Landhaus, Umfriedung, Lehrerheim/ Bibliothek GstNr.: 171 Villa Hauptstraße 16, St. Marein           |
| ja   | Datei hochladen | Ansitz, Schloss Wasserleith HERIS-ID: 44305 Objekt-ID: 45082                                             | Weinmeisterweg 2 Standort KG: Wasserleith   | Schloss Wasserleith ist ein altes Lehensgut von Stift Seckau. Vom 14. Jahrhundert bis 1910 bestand hier ein Hammer- und Sensenwerk, das seit dem 18. Jahrhundert im Besitz der Gewerkenfamilien Zeitlinger und Weinmeister war. Der Kern des hakenförmigen Herrenhauses stammt aus dem 16. Jahrhundert. Das Hauptgebäude wurde nach 1737 umgebaut. Turm mit barocker Haube. An der Südseite Wandmalerei, die beiden Kundschafter mit der Traube darstellend. Nordseitig freigelegte Wandmalereien, u. a. den hl. Florian darstellend. Seit 2003 ist ein Seniorenheim der Caritas untergebracht. | BDA-Hist.: Q38007957 Status: Bescheid Stand der BDA-Liste: 2025-06-30 Name: Ansitz, Schloss Wasserleith GstNr.: 60 Gewerkenschlössl (Wasserleith)                                 |
| ja   | Datei hochladen | Gartenpavillon von Schloss Wasserleith HERIS-ID: 67915 Objekt-ID: 80901                                  | Weinmeisterweg 2 Standort KG: Wasserleith   | Spätklassizistischer Gartenpavillon am Rande des ehemaligen Gartens von Schloss Wasserleith. Gartenseite mit offener Pfeilerarkatur. Die Innenwände des Obergeschoßes sind mit Landschaften, Tier- und Blumenmotiven freskiert. Schmiedeeisernes Brüstungsgitter datiert 1834 (teilweise nicht mehr vorhanden). | BDA-Hist.: Q38117896 Status: Bescheid Stand der BDA-Liste: 2025-06-30 Name: Gartenpavillon von Schloss Wasserleith GstNr.: .12, 61/1 Gartenhaus (Wasserleith)                     |